# Priapichthys
Priapichthys är ett släkte av fiskar. Priapichthys ingår i familjen Poeciliidae.
Kladogram enligt Catalogue of Life:
| Priapichthys | \| \| Priapichthys annectens \| \| \| \| \| \| Priapichthys caliensis \| \| \| \| \| \| Priapichthys chocoensis \| \| \| \| \| \| Priapichthys darienensis \| \| \| \| \| \| Priapichthys nigroventralis \| \| \| \| \| \| Priapichthys panamensis \| \| \| \| \| \| Priapichthys puetzi \| \| \| \| |
|              | \| \| Priapichthys annectens \| \| \| \| \| \| Priapichthys caliensis \| \| \| \| \| \| Priapichthys chocoensis \| \| \| \| \| \| Priapichthys darienensis \| \| \| \| \| \| Priapichthys nigroventralis \| \| \| \| \| \| Priapichthys panamensis \| \| \| \| \| \| Priapichthys puetzi \| \| \| \| |
|              | Priapichthys annectens |
|              | |
|              | Priapichthys caliensis |
|              | |
|              | Priapichthys chocoensis |
|              | |
|              | Priapichthys darienensis |
|              | |
|              | Priapichthys nigroventralis |
|              | |
|              | Priapichthys panamensis |
|              | |
|              | Priapichthys puetzi |
|              | |